# Mark Romanek
Mark Romanek (Chicago, 18 de septiembre de 1959 - ) es un director de videos musicales y largometrajes estadounidense. Es considerado uno de los directores más importantes del panorama actual, aunque también es conocido en otros campos de la producción audiovisual, al haber dirigido numerosos anuncios de publicidad. Romanek estudió en la academia de comunicaciones Roy H. Park School of Communications del Ithaca College en Ithaca (Nueva York) con grado en cine y fotografía.

## Estilo
Romanek destaca frente a otros directores de videoclips por el siempre impecable acabado de sus piezas, cuidadas al máximo en todos los detalles visuales, conceptuales y estéticos. No es de extrañar por tanto que el MoMA de Nueva York tenga en su colección permanente dos de sus videoclips más afamados (Perfect Drug de Nine Inch Nails y Bedtime Story de Madonna). Romanek destaca también por el hecho curioso de haber sido incluido en el Libro Guiness de los récords, por haber dirigido el videoclip más caro hasta la fecha (Scream, de Michael y Janet Jackson), con el cual también ganaría su primer Grammy.

## Filmografía

### Videoclips
- "Buzz" Pop's Cool Love
- "Sweet Bird of Truth" The The (1986)
- "Madonna Of The Wasps" Robyn Hitchcock & The Egyptians (1989)
- "One Long Pair Of Eyes" Robyn Hitchcock & The Egyptians (1989)
- "You Don't Have to Worry" En Vogue (1990)
- "Ring Ring Ring (Ha Ha Hey)" De La Soul (1991)
- "Love Conquers All" ABC (1991)
- "Wicked As It Seems" Keith Richards (1992)
- "Moira Jane's Cafe" Definition Of Sound (1992)
- "Constant Craving" k.d. lang (1992)
- "Free Your Mind" En Vogue (1992)
- "Are You Gonna Go My Way" Lenny Kravitz (1993)
- "Jump They Say" David Bowie (1993)
- "Black Tie White Noise" David Bowie (1993)
- "Rain" Madonna (1993)
- "Is There Any Love In Your Heart" Lenny Kravitz (1993)
- "Beside You" Iggy Pop (1994)
- "Closer" Nine Inch Nails (1994)
- "Cold Beverage" G. Love & Special Sauce (1994)
- "Bedtime Story" Madonna (1995)
- "Strange Currencies" R.E.M. (1995)
- "Scream" Michael Jackson & Janet Jackson (1995)
- "Little Trouble Girl" Sonic Youth (1996)
- "Novocaine for the Soul" Eels (1996)
- "El Scorcho" Weezer (1996)
- "Devils Haircut" Beck (1996)
- "The Perfect Drug" Nine Inch Nails (1997)
- "Criminal" Fiona Apple (1997)
- "Got 'Til It's Gone" Janet Jackson (1997)
- "If You Can't Say No" Lenny Kravitz (1998)
- "Do Something" Macy Gray (1999)
- "I Try" (second version) Macy Gray (1999)
- "Sleepwalker" The Wallflowers (2000)
- "God Gave Me Everything" Mick Jagger (2001)
- "Hella Good" No Doubt (2002)
- "Cochise" Audioslave (2002)
- "Hurt" Johnny Cash (2002)
- "Can't Stop" Red Hot Chili Peppers (2003)
- "Faint" Linkin Park (2003)
- "99 Problems" Jay-Z (2004)
- "Speed of Sound" Coldplay (2005)
- "Invisible, de U2 (2014)
- "Shake it Off" Taylor Swift (2014)
- "Can't Stop The Feeling" Justin Timberlake (2016)
- "Filthy" Justin Timberlake (2018)
- "Rescue Me" 30 Seconds To Mars (2018)

### Largometrajes
- Static (1985)
- One Hour Photo (2002)
- Never Let Me Go (2010)